# محمدعلی بامداد
محمدعلی بامداد (۱۲۶۳خ مشهد - ۱۳۳۰خ تهران) قاضی، ادیب، روزنامه‌نگار و نماینده مجلس شورای ملی در دوران پهلوی بود.

## زندگی‌نامه
پدرش میرزا محمد رفیع‌الممالک بود. تحصیلات دینی را در خراسان تا درجه اجتهاد ادامه داد. با برخاستن جنبش مشروطیت به این نهضت پیوست و روزنامه بامداد روشن را انتشار داد. سپس به خدمت وزارت معارف درآمد و رئیس اوقاف و بعد، رئیس معارف فارس شد. خدماتش در توسعه مدارس این ایالت او را طرف توجه مردم کرد و در سال ۱۳۰۵ به نمایندگی شیراز در دوره ششم مجلس شورای ملی انتخاب شد. پس از پایان دوره نمایندگی اش در سال ۱۳۰۷ به دعوت علی‌اکبر داور به عدلیه رفت و عضو دیوان عالی کشور و پس از مدتی، مدیرکل قضائی وزارت دادگستری شد. در سال ۱۳۲۱ با حفظ سمت قضائی بازرس دولت در بانک ملی شد و به مدت نه سال در این سمت بود تا اینکه بر اثر تصادف با دوچرخه بستری گشت و درگذشت. او مدتی انجمن ادبی ایران را مدیریت می کرد.

## منع سفر ایرانیان به عراق
پس از استقلال عراق، ایرانیهای مقیم آن کشور زیر فشار قرار گرفتند. از آنها مالیاتی بیشتر از شهروندان عراقی گرفته می‌شد و حق خرید یا فروش اموال غیرمنقول نداشتند. از کالاهایی که از خاک عراق به مقصد ایران می‌گذشتند حق ترانزیت گزافی گرفته می‌شد. از نخستین اقدامات دولت ایران برای ایرانیان ساکن عراق، به تصویب رساندن بودجه‌ای ده هزار تومانی در سال ۱۳۰۶ در مجلس شورای ملی بود تا از محل آن، برای ایرانیان ساکن عراق گذرنامه ایرانی صادر شود. اعتراض به رفتار با ایرانیان در عراق چنان بالا گرفت که مجلس شورای ملی به پیشنهاد محمدعلی بامداد تصویب کرد که سفر ایرانیان به عراق ممنوع شود. 

## حافظ شناسی
محمدعلی بامداد حافظ‌شناس بود. تألیفات مهم او عبارتند از:
- الهامات خواجه یا حافظ‌شناسی
- علم اخلاق یا حکمت عملی
- ادب چیست و ادیب کیست